# Федоровский монастырь (Киев)
Федоровский Вотч монастырь — несохранившийся мужской монастырь в средневековом Киеве, построенный князем Мстиславом Великим. Был расположен в южной части киевского детинца — города Владимира — недалеко от Софийских ворот (усадьба по улице Владимирской, 7-9).

## История монастыря
Сын Владимира Мономаха великий князь Мстислав (1125—1132) заложил в Киеве в 1129 году церковь в честь св. Феодора Тирона, в честь которого он носил крестильное имя. Летопись не информирует о закладке князем при церкви и монастыря. Но в 1146 году он уже существовал, и в нем принял схиму (постригся в монахи) изгнан из княжения в Киеве Игорь Ольгович, а 1147 киевляне его отсюда вытащили и убили. В житии же Мстислава основание монастыря приписывается именно ему. Впоследствии, монастырь был родовой усыпальницей Мстиславичей.

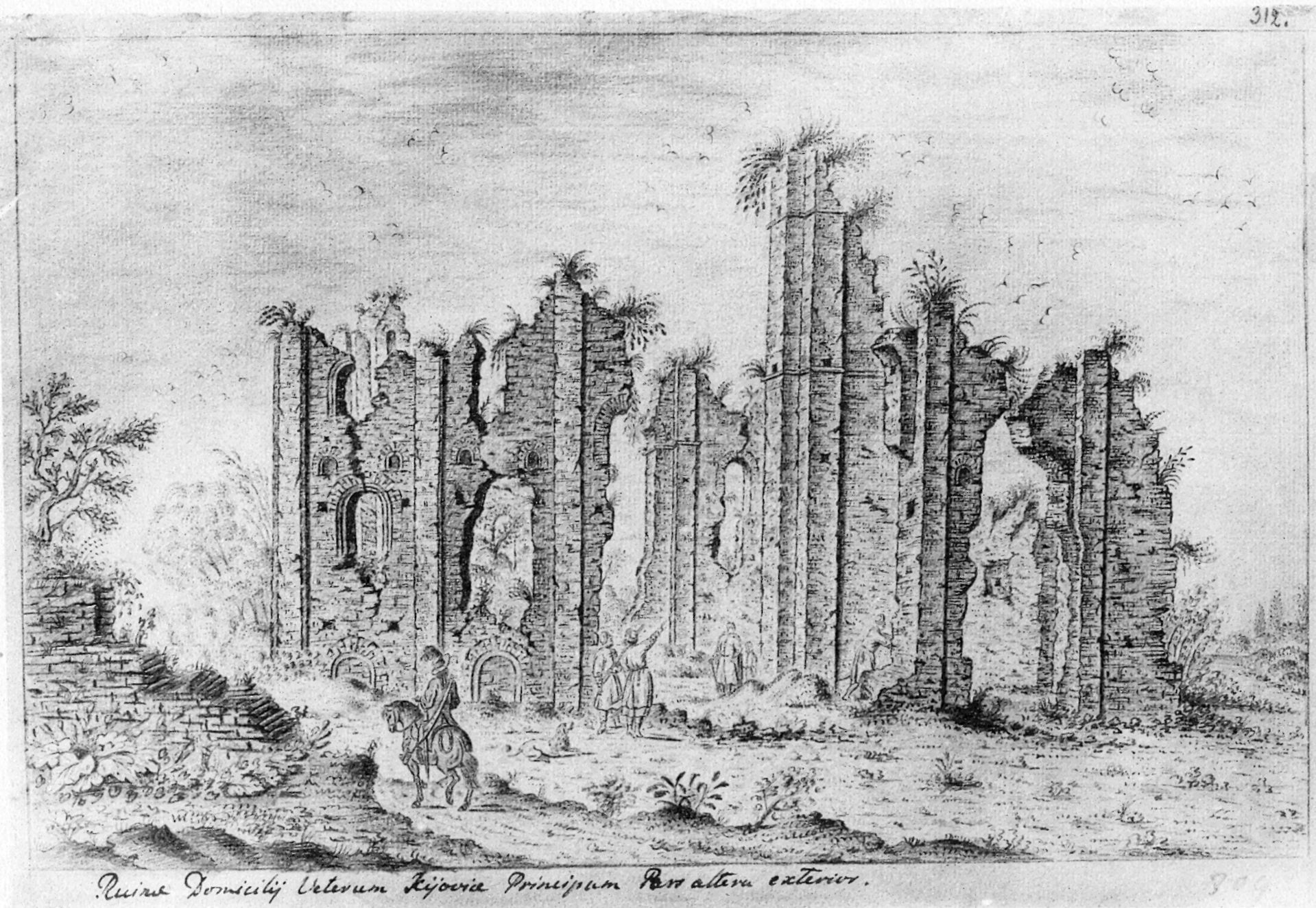
Предположительно, руины собора Федоровского Вотча монастыря на рисунке А. ван Вестерфельда (1651)

Очевидно, монастырь был повреждён во время взятия Киева монголами в 1240 году. В 1259 году Даниил Галицкий вывез отсюда лучшую церковную утварь для своей церкви Иоанна Златоуста в Холме. Вероятно, он считал себя вправе это сделать, будучи праправнуком основателя Федоровского монастыря. В те времена уже не было в живых ни одного из старших потомков Мстислава. Между тем, монастырь его прапрадеда сохранял ещё остатки своего былого величия. Вероятно, монастырь некоторое время продолжал действовать и после Батыева нашествия, иначе, как считал историк Глеб Ивакин, его стены не сохранились бы до XVII века. Руины монастыря изображены на плане Киева Афанасия Кальнофойского 1638 года с примечанием: «Церковь св. Федора Тирона, только стены стоят». Предположительно она же изображена на рисунке Абрахама ван Вестерфельда в 1651 году. Однако на плане Киева 1695 года какой-либо намёк на храм уже отсутствует.
В 1838 году на углу улиц Владимирской и Житомирской обнаружили фундаменты здания, составленной из квадратного кирпича. В отчете о раскопках говорилось, что были открыты две небольшие параллельные стены, ориентированные с запада на восток, и третья круглая стена. К южной стене была пристроена с одинакового с ней материала гробница. Здесь же были найдены остатки фундаментов жилых монастырских зданий, располагавшихся рядом с церковью. По мнению исследователей, эти фундаменты следует связывать с Федоровский монастырём.

## Описание храма

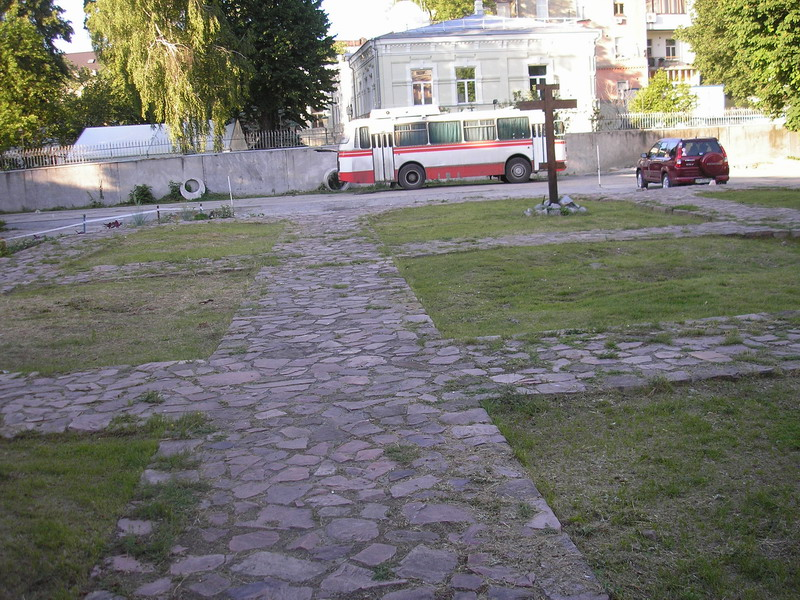
Фундаменты Федоровской церкви выложены на поверхности красным кварцитом.

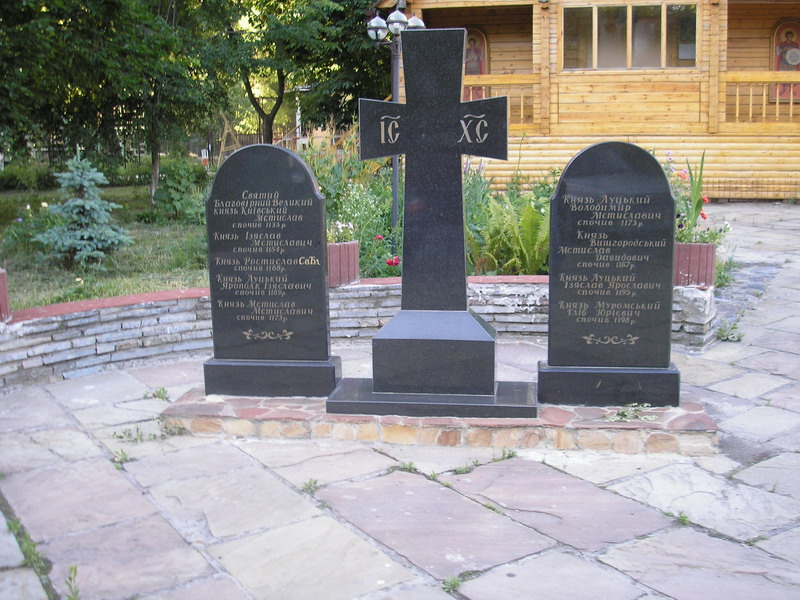
Мемориал «Княжеские могилы»

В 1983—1985 годах остатки храма были раскрыты исследованиями С. Р. Килиевич и В. А. Харламова. Он представлял собой трёхнефный шестистолпный храм размерами 28 × 19,5 м с подкупольной квадратом 6 × 5,7 м. Ориентирован апсидами в сторону северо-востока. Фундаменты имели ширину 1,8 м (в апсидах — 2,2 м). Внутренний диаметр центральной апсиды 5,8 м, печных — по 3,1 м. Фундаменты имели деревянные субструкции. Кладка стен — порядовая, без углублённого ряда и бута. Это первое сооружение Киева, построенное в данной новой технике кладки. Плинфа размером 27,5-30 × 21-23 × 4,5 см на цементном растворе. Фасады имели плоские пилястры в соответствии с внутренним членением сооружения. Пол выложен из шиферных плит, инкрустированных смальтой, и керамических цветных глазурованных плиток размером 12 × 12 × 2 см. Церковь была щедро расписана фресковой живописью. В XIII веке на всю длину южной стены был пристроен новый придел с круглой апсидой. Ширина фундаментного рва — 1,2 м. Его стены сложены из желобчатого кирпича размером 25,5 × 12 × 7,5 см. В нем находилось несколько захоронений в саркофагах из такой же кирпича с остатками украшений драгоценной одежды. Возможно, они принадлежали кому-то из семьи Мстиславичей или их окружения.

## Некрополь
Федоровский монастырь позже получил название «вотч», «отчий», то есть родовой, и стал усыпальницей потомков Мстислава Великого. Кроме самого основателя, здесь было похоронено ещё семь князей: 1154 киевский князь Изяслав Мстиславич, в 1151 году — его жена, 1167 — его брат Ростислав Мстиславич, 1168 — сын Изяслава Ярополк Луцкий, 1172 — еще один его брат, Владимир Мстиславич Дорогобужский, который побыл в Киеве князем всего четыре месяца, в 1187 году — Мстислав Давыдович Вышгородский, сын Давида Ростиславича Смоленского, 1196 — правнук основателя монастыря Изяслав Ярославич «меньший» .

## Современность
После археологических исследований план Федоровской церкви был выложен на поверхности красным кварцитом.
Дело восстановления древнего храма, заботу о мемориале «Княжеские могилы» взяла на себя община Святого Юрия Победоносца, стараниями которой на этой древней земле, у основания Свято-Федоровского храма, в 2003 году появилась небольшая церковь Святого Юрия. В церкви хранятся чудотворные мощи апостолов и святых и уникальные иконы . В 2011 году мастера Галина Назаренко и Ирина Кибец расписали интерьер этого храма Петриковкой. Церковь Святого Георгия стала первым церковным учреждением, имеющим такую отделку.